# You Can Dance (compilation)
Pour les articles homonymes, voir You Can Dance.
Albums de Madonna
Who's That Girl
(1987) Like a Prayer
(1989)
Singles
1. Spotlight
Sortie : 25 avril 1988

You Can Dance est la première compilation de l'artiste américaine Madonna. Il s'agit d'une compilation de remixes. Elle sort le 18 novembre 1987 sous le label Sire Records. L'album contient des remixes de chansons issues de ses trois premiers albums studio : Madonna en 1983, Like a Virgin en 1984 et True Blue en 1986 ; ainsi qu'une nouvelle chanson : Spotlight. Dans les années 1980, le remix est un nouveau concept venant des discothèques, par lequel un morceau particulier peut être allongé, mélangé, répété, séquencé ou haché pour lui donner plus d'écho, de rythme, de vitalité ou de réverbération. Madonna s'intéresse beaucoup à ce concept et préfère assister à la réalisation des remixes de ses chansons.
Madonna contacte son ami John Benitez pour l'aider à remixer ses chansons et demande aussi un coup de main à Patrick Leonard, producteur de True Blue. Les remixes de You Can Dance présentent certaines caractéristiques typiques du mixage. Certains passages instrumentaux sont rallongés afin d'augmenter le temps pour danser, et modifient la structure de la chanson originale. Les phrases vocales sont répétées et soumises à des échos multiples. À certains moments, il n'y a presque pas de musique, uniquement le son des batteries et parfois, il reste seulement le son des charlestons. La couverture de l'album montre l'admiration de Madonna envers la culture hispanique.
Après sa sortie, You Can Dance reçoit principalement des critiques mitigées, qui remarquent que les chansons apparaissent complètement dans une nouvelle structure et le considèrent comme un album essentiel à mettre lors des soirées. You Can Dance connaît un succès commercial assez décevant par rapport à l'album True Blue qui réalisera les 25 millions de copies vendues ; il reçoit la certification platine par la Recording Industry Association of America (RIAA) pour la vente d'un million d'exemplaires et atteint le top 20 du Billboard 200. Il atteint le top 10 des hits-parades français, italien, japonais, néerlandais, néo-zélandais, norvégien et britannique. Il se vent à cinq millions d'exemplaires et devient le second album remixes le mieux vendu après Blood on the Dance Floor de Michael Jackson vendu à plus de 10 millions d'exemplaires. Spotlight, sorti uniquement au Japon, est le seul single, mais il est aussi classé dans le classement des diffusions à la radio aux États-Unis.

## Genèse
En novembre 1987, Warner Bros. Records prévoit la sortie de You Can Dance qui vise à plaire son public avec une musique dance. C'est une compilation contenant sept chansons de Madonna remixées, ce qui est encore un concept révolutionnaire à son époque. Au milieu des années 1980, la musique dance post-disco est très populaire et le remixe est considéré comme une nouvelle orientation pour la musique. Plusieurs artistes remixent leurs chansons et les compilent dans un nouvel album. Le mixage est un processus interprétatif, quand l'artiste y participe vraiment, mais le producteur s'occupe généralement de l'enregistrement. Les différentes parties d'une chanson : le chant, les chœurs, guitares, basses, synthétiseurs et boîtes à rythmes passent tous par le remix pour modifier considérablement la structure d'une chanson. Le remix détermine comment ces instruments peuvent se mettre en relation avec les autres et quelques effets soniques sont ajoutés pour chacun d'entre eux. Les améliorations technologiques du studio montrent la possibilité de modeler le son d'une chanson d'une autre façon, après que celle-ci a été enregistrée. Les arrangements sont créés au moment du remix et non précédemment. Une phrase vocale particulière peut être copiée, répétée, hachée ou transposée pour donner plus d'écho ou de réverbération.
Madonna est intriguée par ce concept au moment où elle enregistre son troisième album studio : True Blue. Elle dit : « Je déteste quand les gens font des remixes avec mes chansons. Je ne veux pas entendre mes chansons modifiées comme cela. Je ne sais si j'aime voir les gens changer mes chansons. Mais les fans aiment bien cela, je l'ai fait pour mes fans, pour les enfants dans les discothèques qui veulent écouter ces chansons d'une autre manière ». Elle va chez Warner dans l'idée de rééditer ses chansons en les remixant sur un ton dance. Du point de vue de Warner, les remixes ont un grand avantage commercial, car cela signifie qu'ils peuvent gagner plus d'argent avec les mêmes chansons. Au lieu de payer Madonna pour qu'elle aille en studio enregistrer de nouvelles pistes, ils constatent que réenregistrer les chansons dans des formats différents est beaucoup moins coûteux. Par conséquent, ils décident de sortir l'album mais donnent à Madonna la liberté de choisir avec qui elle veut remixer ses morceaux.

## Développement
« Remixer est une forme de créativité secondaire. La musique dance permet au DJ et au mixeur d'être au même niveau que le musicien. À mon avis, tout est faux. La manipulation de pistes déjà enregistrées peut être créative dans un second sens, et peut être valable dans son propre domaine, mais c'est un pseudo musicien. C'est pourquoi, nous avons essayé d'avoir une nouvelle approche pour You Can Dance, comme si nous les développions et les composions pour la première fois. ».

— Interview de Patrick Leonard sur la conception de l'album
Madonna contacte son ami John "Jellybean" Benitez pour l'aider à remixer ses chansons et demande aussi un coup de main à Patrick Leonard, le producteur de True Blue. Ensemble, ils choisissent six chansons de Madonna et décide de les remixer. Les chansons sont Holiday, Everybody et Physical Attraction provenant de Madonna ; Into the Groove et Over and Over provenant de Like a Virgin ; et dernièrement, Where's the Party de True Blue. Outre ces chansons, une nouvelle piste intitulée Spotlight est ajoutée comme bonus. Madonna dit qu'elle s'est inspirée de la chanson Everybody Is a Star par le groupe américain Sly and The Family Stone. Écrite par Madonna, Stephen Bray et Curtis Hudson, Spotlight est initialement enregistrée en même temps que l'album True Blue en 1986. Elle est retirée de True Blue car Madonna pense qu'elle est trop similaire dans la composition et la structure de son single Holiday.
Après le début de l'enregistrement, Benitez dit : « Nous avons tout décidé par des questions fondamentales comme « Comment devait être la batterie ? Combien de fois le chant devait-il être répété ? » Ces décisions créatives ont changé le morceau final de la musique ». Shep Pettibone, un des producteurs de l'album, commente : « Normalement, le remixeur ne peut rien faire s'il n'a pas une musique sur laquelle travailler. Mais Madonna avait déjà un bon catalogue de chansons dansantes qui a pu donner assez de matériel ». Les remixes de You Can Dance présentent certaines caractéristiques typiques du mixage. Certains passages instrumentaux sont rallongés afin d'augmenter le temps pour danser, et modifient la structure de la chanson originale. Les phrases vocales sont répétées et soumises à des échos multiples. À certains moments, il n'y a presque pas de musique, uniquement le son des batteries et parfois, il reste seulement le son des charlestons.
La couverture de l'album montre l'admiration de Madonna envers la culture hispanique. Elle porte un costume de torero féminin avec un bustier en dentelle, un bolero et une ceinture. Jeri Heiden, qui a déjà participé à la couverture de True Blue, à la tâche d'éditer les photos et de les rendre compatibles avec la couverture de l'album. Prise par Herb Ritts, la photo montre encore Madonna avec des cheveux blond platine. Heiden dit lors d'une interview avec le magazine Aperture en octobre 2006 que la couverture de l'album n'était pas censée ressembler à celle de True Blue. « C'était juste le look de Madonna à cette époque — blond platine. Et bien sûr l'écriture réapparaît sur l'album ». L'album inclut un poster gratuit et un livret doré indiquant les différences de temps entre les remixes et les vraies chansons. Brian Chin, un journaliste de Rolling Stone, écrit les crédits de l'album et explique le processus du remixe et pourquoi les sept chansons ont-elles été choisies pour l'album.

## Composition
Selon Rikky Rooksby, auteur de The Complete Guide to the Music of Madonna, « les améliorations technologiques dans les studios, montrent que les possibilités pour modeler une chanson après qu'elle a été enregistrée sont quasiment illimitées ». De telles possibilités ont été appliquées dans la composition de la chanson et les remixes de You Can Dance. Auparavant, pour modifier le son d'un instrument, ou transposer un son à un autre, il fallait arrêter de jouer cet instrument à ce moment-là. Mais pour les remixes de You Can Dance, la technologie du fader a été utilisée pour les chansons, dans lesquelles il a été simplement tiré vers le bas puis remonté quand le son des instruments devaient revenir. La première chanson de l'album, Spotlight, commence avec le son de batteries, de synthétiseurs basses et d'applaudissements, suivi de Madonna prononçant les mots « Spotlight, shine bright ». Après le premier couplet, le son d'un clavier se fait entendre durant l'effet du refrain. La chanson continue comme cela dans le deuxième couplet, suivie d'un interlude musical avec des échos vocaux, un segment de piano et des phrases de violon. Madonna suit la musique jouée par le piano et prononce les mots « Pa-da-pa-da-pappa pappa pa pa » dans la même mélodie. Pour les paroles, Madonna rappelle que « tout le monde est une star » et que si une personne veut devenir célèbre et passer sous les « projecteurs », elle n'a qu'à chanter sur ce sujet et la réalité pourrait la rattraper. Selon la publication de Sheet Music Plus, la chanson se situe dans une signature rythmique commune 4/4 avec un tempo de 100 pulsations par minute. Elle est composée dans la tonalité de Fa majeur et la gamme vocale de Madonna se range entre les notes Do5 à Sim. Spotlight a une séquence basique de Lam, Do, Lam, Do, Sol et Fa comme progression d'accords.
La seconde piste est Holiday, une chanson que Benitez a toujours voulu remixer. Il dit à ce sujet : « Il y a de nouveaux sons sur le remix, mais il y a un groove qui n'a pas besoin d'être amélioré ». Le son de la guitare est mis en avant dans le remixe, avec un break de piano et une section centrale composée de percussions. Le mix d'Everybody commence par la répétition du hook puis continue par un arrangement rythmique centré. Comme Holiday, la section centrale d'Everybody dispose d'un break de batterie, avec un synthétiseur en fond. Le mot dance est mis en écho et répété en continu pendant le break et change peu à peu pendant le couplet intermédiaire. À la fin, les percussions sont retirées, laissant Madonna répéter la phrase « get up and do your thing », qui reste sur l'intro de la chanson suivante, Physical Attraction. Elle commence avec l'arrangement original de la chanson, jusqu'au middle-eight, où la composition est variée. Un son déconcertant est présent à la fin de la chanson, qui augmente en volume jusqu'à ce qu'Over and Over débute. Dans le remix d'Into the Groove, le re-recording est présent avec la phrase « c'mon ». Le premier couplet ne commence pas avant 90 secondes. Après le premier « Now I know you're mine », il y a un break de percussions et la répétition des phrases « step to the beat » et « c'mon ». Dans le dernier couplet, les voix sont en échos, d'où le chevauchement des phrases. Le remixe finit avec une instruementation de congas, sifflets et timbales, ce qui donne un style cubain.

## Accueil

### Critiques de la presse
Stephen Thomas Erlewine d'AllMusic dit : « You Can Dance maintient les projecteurs sur son premier disque, ajoutant des singles comme Into the Groove pour faire bonne impression et Where's the Party. Depuis qu'il s'agit d'un album de dance, il n'y a pas d'objections à ce que Holiday et Into the Groove soient présentes deux fois, une fois chacune dans une version dub, car le groove essentiel et la musique sont différentes dans chaque incarnation. Il est vrai que certains sons actuels datent — ils sont vraiment différents des mixes des années 1980 — mais cela fait partie de son charme et tout se tient très bien. Pas vraiment essentiel, mais amusant ». Le critique Tony Power de Blender donne une étoile sur cinq, doutant de la nécessité d'un album dance remix car les chansons de la chanteuse sont déjà dansantes. Il ajoute que « les airs élégants de Madonna sont bouffis et tendus ». Robert Christgau considère que les effets, répétitions, pauses, et enchaînements ajoutés par une star entourée de remixeurs [...] monte une nouvelle musique — cette fois-ci les chansons n'émergent pas, elles nous tendent la main et vous les prenez. Il ajoute également que You Can Dance rappelle qu'avant MTV, le public « aimait la façon dont cela sonnait ». L'auteur J. Randy Taraborrelli note que « You Can Dance donne un point d'avance à Madonna. Alors qu'elle est en train de devenir une pop star, elle ne savait pas encore musicalement comment organiser les meilleures fêtes ». Il complimente les versions remixées de Holiday, Everybody, Physical Attraction et Into the Groove. Timothy Green du journal The Miami Herald dit que « l'album a un bon rythme et on peut danser dessus. Le nouvel album de Madonna n'est pas vraiment un nouveau, mais une collection de tubes dansants, remixés par de grands DJ qui ont cet art particulier de prendre le travail de l'artiste, piste par piste, et le retravailler. La plupart des remixes deviennent des singles 45 tours dance, et You Can Dance, est essentiellement une compilation de ces singles. Les remixes sonnent fraîchement et donnent une nouvelle perspective sur des chansons déjà populaires et célèbres ». Jan DeKnock de Chicago Tribune n'est pas impressionné par l'album et le trouve calculateur. Cependant, son collègue Daniel Brogan loue l'album, et pense que « Madonna a apporté une nouvelle joie aux gens d'acheter des cadeaux de Noël, car You Can Dance est rempli de bonne humeur, une rétrospective qui va brûler la piste de danse jusqu'au nouvel an ». Richard Harrington de The Washington Post estime que « l'album est une collection de remixes dance, qui sera certainement l'apogée des soirées qui se déroulent dans la ville ». John Milward de USA Today dit : « Même si les remixes sont un peu approfondis, son air de fête va néanmoins avec l'album de Madonna ».

### Succès commercial
Aux États-Unis, l'album sort le 18 novembre 1987 et atteint la quatorzième place du Billboard 200. Les morceaux du LP débute à la 41e du classement Hot Dance Music/Club Play et arrive à la 17e la semaine suivante. Une série dee remixes nommée You Can Dance — LP Cuts est diffusée par les stations de radio dance. Ils arrivent ensuite en tête du classement et deviennent le septième numéro un de Madonna dans ce classement,. L'album est certifié disque de platine par la Recording Industry Association of America (RIAA) pour la vente d'un million d'exemplaires. Au Canada, l'album débute à la 55e place du classement RPM le 5 décembre 1987. Après cinq semaines, il arrive onzième et reste présent dans le classement pendant 21 semaines.
En Australie, You Can Dance débute à la quinzième place du Kent Music Report puis culmine en treizième position. Il est certifié disque de platine par l'Australian Recording Industry Association (ARIA) pour la vente de 70 000 exemplaires. Il atteint le quatrième rang en Nouvelle-Zélande. Au Royaume-Uni, You Can Dance sort le 28 novembre 1987, entre dans le UK Albums Chart et monte à la cinquième place. Il s'agit du cinquième album de Madonna entrant dans le top 10. Il reste présent dans le classement pendant seize semaines et est certifié disque de platine par la British Phonographic Industry (BPI) pour la vente de 300 000 exemplaires de l'album,. L'album entre à nouveau dans le classement le 4 mars 1995 à la 69e place après la ré-édition de celui-ci au Royaume-Uni. L'album atteint la sixième position du classement européen, le top 100 en Norvège
et le top 20 en Allemagne, Autriche, Espagne, Suède et Suisse. You Can Dance arrive septième en France et est premier en Italie. L'album s'est vendu à cinq millions d'exemplaires dans le monde, il est le deuxième album remix le mieux vendu après l'excellent album Blood on the dance floor de Michael Jackson.

## Singles
Spotlight est l'unique single de l'album et sort au Japon le 25 avril 1988. Dennis Hunt de Los Angeles Times dit que Spotlight est « perdue au milieu d'une sélection éblouissante de remixes prolongés de ses meilleures mélodies de dance ». Spotlight n'est pas sortie officiellement en single aux États-Unis, par conséquent elle n'apparaît pas dans le Billboard Hot 100 à l'époque. Toutefois, les stations de radio commencent à diffuser la chanson non officiellement ce qui lui permet de rester suffisamment longtemps à l'antenne pour apparaître en 1988 dans le Hot 100 Airplay du Billboard, qui compile les plus importantes diffusions radiophoniques. Elle débute dans le classement Airplay à la 37e place le 16 janvier 1988 et constitue la meilleure entrée de la semaine. Après trois semaines, Spotlight arrive en 32e position, mais descend au quarantième rang la semaine suivante, avant d'être expédiée en rotation récurrente. Elle s'est aussi classée dans le Hot Crossover Singles qui mélange les ventes de singles de plusieurs styles musicaux, montant jusqu'à la quinzième place le 9 janvier 1988. Le single sort au Japon le 25 avril 1988 et entre dans l'Oricon Singles Chart, puis devient numéro trois le 19 mai 1988, restant dans le classement pendant dix semaines.

## Liste des morceaux
| 1.    | Spotlight           | Madonna et Stephen Bray                  | Stephen Bray (remix par John "Jellybean" Benitez)                   | 6:23 |
| 2.    | Holiday             | Curtis Hudson et Lisa Stevens            | John "Jellybean" Benitez (remix par John "Jellybean" Benitez)       | 6:32 |
| 3.    | Everybody           | Madonna                                  | Mark Kamins (remix par Bruce Forest et Frank Heller)                | 6:43 |
| 4.    | Physical Attraction | Reggie Lucas                             | Reggie Lucas (remix par Mark Kamins et John "Jellybean" Benitez)    | 6:20 |
| 5.    | Over and Over       | Madonna et Stephen Bray                  | Nile Rodgers (remix par Steve Thompson et Michael Barbiero)         | 7:11 |
| 6.    | Into the Groove     | Madonna et Stephen Bray                  | Madonna et Stephen Bray (remix par Shep Pettibone)                  | 8:26 |
| 7.    | Where's the Party   | Madonna, Patrick Leonard et Stephen Bray | Madonna, Patrick Leonard et Stephen Bray (remix par Shep Pettibone) |      |
| 68:38 |                     |                                          |                                                                     |      |

### Pistes bonus
L'édition CD contient trois versions dub en bonus à la fin de la liste. L'édition cassette en contient quatre : Spotlight et Holiday sont sur la première face tandis qu'Over and Over et Into the Groove sont sur la deuxième.
Édition CD
| No  | Titre                           | Auteur                                   | Producteur               | Durée |
| --- | ------------------------------- | ---------------------------------------- | ------------------------ | ----- |
| 8.  | Holiday (Dub Version)           | Curtis Hudson et Lisa Stevens            | John "Jellybean" Benitez | 6:56  |
| 9.  | Into the Groove (Dub Version)   | Madonna et Stephen Bray                  | Shep Pettibone           | 6:23  |
| 10. | Where's the Party (Dub Version) | Madonna, Patrick Leonard et Stephen Bray | Shep Pettibone           | 6:20  |

Édition Cassette
| No  | Titre                                                                 | Auteur                        | Producteur                         | Durée |
| --- | --------------------------------------------------------------------- | ----------------------------- | ---------------------------------- | ----- |
| 5.  | Spotlight (Dub Version)                                               | Madonna et Stephen Bray       | John "Jellybean" Benitez           | 4:50  |
| 6.  | Holiday (Dub Version)                                                 | Curtis Hudson et Lisa Stevens | John "Jellybean" Benitez           | 6:56  |
| 10. | Over and Over (Dub Version) Remix inédit uniquement disponible sur K7 | Madonna et Stephen Bray       | Steve Thompson et Michael Barbiero | 6:45  |
| 11. | Into the Groove (Dub Version)                                         | Madonna et Stephen Bray       | Shep Pettibone                     | 6:23  |

Source

## Crédits album
- Producteurs : Madonna, Michael Barbiero, John Benitez, Stephen Bray, Bruce Forest, Frank Heller, Mark Kamins, Patrick Leonard, Reggie Lucas, Michael Ostin, Shep Pettibone, Nile Rodgers, Steve Thompson
- Ingénieur : Glenn Rosenstein
- Mixage : Michael Barbiero, Steve Thompson
- Remixes : John Benitez, Bruce Forest, Frank Heller, Michael Hutchinson, Jay Mark, Shep Pettibone
- Montage : Shep Pettibone
- Sequenceur : John Benitez
- Directeur artistique : Jeri Heiden
- Design : Jeri Heiden
- Photographie : Herb Ritts

Source

## Classements et certifications
| Pays                                 | Meilleure position | Certification |
| ------------------------------------ | ------------------ | ------------- |
| Allemagne                            | 13                 | Or            |
| Argentine                            | —                  | Or            |
| Australie                            | 13                 | Platine       |
| Autriche                             | 13                 | —             |
| Brésil                               | —                  | Or            |
| Canada                               | 11                 |               |
| Espagne                              | 16                 | Platine       |
| Europe                               | 6                  | —             |
| France                               | 7                  | Platine       |
| Hong Kong                            | —                  | Platine       |
| Italie                               | 1                  |               |
| Japon                                | 5                  |               |
| Norvège                              | 5                  | —             |
| Nouvelle-Zélande                     | 4                  | Platine       |
| Pays-Bas                             | 6                  | Or            |
| Royaume-Uni                          | 5                  | Platine       |
| Suède                                | 10                 | Or            |
| Suisse                               | 11                 | —             |
| États-Unis Billboard 200             | 14                 | Platine       |
| États-Unis Hot Dance Music/Club Play | 1                  | —             |

## Compléments